# Матричні моделі популяції
Матрична модел популяції - це специфічний тип популяційної моделі, що використовує матричну алгебру . Популяційні моделі використовуються в екології населення для моделювання динаміки популяцій дикої природи або людини. Матрична алгебра, у свою чергу, є просто формою алгебраїчного скорочення для узагальнення більшої кількості часто повторюваних та виснажливих алгебраїчних обчислень. 
Можна моделювати всі групи населення
{\displaystyle N_{t+1}=N_{t}+B-D+I-E,}
де: 
- N t + 1 = достаток у часі t + 1
- N t = достаток у часі t
- B = кількість народжених в межах населення між N t і N t + 1
- D = кількість загиблих серед населення між N t і N t + 1
- I = кількість осіб, що іммігрують у населення між N t і N t + 1
- E = кількість особин, що емігрують з популяції між N t і N t + 1

Це рівняння називається моделлю BIDE (модель народження, імміграція, смерть, еміграційна модель). 
Хоча моделі BIDE є концептуально простими, достовірні оцінки 5 змінних, що містяться в них (N, B, D, I і E), часто важко отримати. Зазвичай дослідник намагається оцінити величину поточного достатку, N t, часто використовуючи певну форму позначки та техніку відновлення . Оцінки B можуть бути отримані через співвідношення незрілих для дорослих незабаром після сезону розмноження, R i . Кількість смертей можна отримати, оцінивши річну ймовірність виживання, як правило, методами відмітки та повторного захоплення, а потім помноживши чисельність наявної чисельності та виживання . Часто імміграцію та еміграцію ігнорують, оскільки їх так важко оцінити. 
Для додаткової простоти це може допомогти розглянути час t як кінець сезону розмноження в році t і уявити, що вивчає вид, який має лише один дискретний сезон розмноження на рік. 
Потім модель BIDE може бути виражена як: 
{\displaystyle N_{t+1}=N_{t,a}\times S_{a}+N_{t,i}\times R_{i}\times S_{i}}
де: 
- N t, a = кількість дорослих жінок за час t
- N t, i = кількість незрілих самок за час t
- S a = річна виживаність дорослих самок від часу t до часу t + 1
- S i = річна виживаність незрілих самок від часу t до часу t + 1
- R i = відношення вижилих молодих самок в кінці сезону розмноження на племінну самку

У матричних позначеннях ця модель може бути виражена як: 
{\displaystyle {\begin{aligned}{\begin{pmatrix}N_{t+l_{i}}\\N_{t+l_{a}}\end{pmatrix}}&={\begin{pmatrix}S_{i}R_{i}&S_{a}R_{i}\\S_{i}&S_{a}\end{pmatrix}}{\begin{pmatrix}N_{t_{i}}\\N_{t_{a}}\end{pmatrix}}\end{aligned}}.}
Припустимо, ви вивчаєте види з максимальним терміном життя 4 роки. Далі наведена вікова матриця Леслі для цього виду. Кожен рядок у першій та третій матрицях відповідає тваринам у визначеному віковому діапазоні (0–1 рік, 1–2 роки та 2–3 роки). У матриці Леслі верхній ряд середньої матриці складається з вікових особливостей: F 1, F 2 і F 3 . Зауважимо, що F 1 = S i × R i в матриці вище. Оскільки цей вид не доживає до 4 років, матриця не містить S 3 терміна. 
{\displaystyle {\begin{aligned}{\begin{pmatrix}N_{t+l_{1}}\\N_{t+l_{2}}\\N_{t+l_{3}}\end{pmatrix}}&={\begin{pmatrix}F_{1}&F_{2}&F_{3}\\S_{1}&0&0\\0&S_{2}&0\end{pmatrix}}{\begin{pmatrix}N_{t_{1}}\\N_{t_{2}}\\N_{t_{3}}\end{pmatrix}}\end{aligned}}.}
Дані моделі можуть породити цікаві циклічні або, здавалося б, хаотичні візерунки в достатку, коли рівень народжуваності дуже високий. 
Терміни F i і S i можуть бути константами або можуть бути функціями середовища, такими як середовище проживання або чисельність популяції. Випадковість також може бути включена в екологічну складову. 

## Дивись також
- Динаміка популяції рибного господарства